# Paraphrase (Kunst)
Paraphrase (griechisch para = „dazu“, neben und fraseïn = „reden“, „sagen“) bezeichnet die Umarbeitung und Umsetzung eines bestehenden Werkes in den Kontext eines anderen Stilbereichs, gewöhnlich durch einen anderen Künstler, unter Umständen in einem anderen Jahrhundert.
So werden die Umsetzungen Picassos nach Werken anderer großer Maler (Cranach, Rembrandt, Velázquez, Delacroix, Manet usw.) üblicherweise als Paraphrasen bezeichnet. Das Phänomen als solches ist aber nicht neu. So ist das berühmte Das Frühstück im Grünen (Manet), dessen sich Picasso angenommen hatte, bereits eine Paraphrase nach Raffael beziehungsweise Giorgione oder Tizian.
Gelegentlich werden diese Paraphrasen auch als Persiflage bezeichnet, was zumindest im Falle Picassos nicht korrekt ist, da er sich nicht über die Künstler lustig machen wollte, deren Werke er bearbeitete, sondern sie im Gegenteil dadurch ehren und sich mit ihnen messen. Auch Vincent van Gogh ist bekannt für zahlreiche Paraphrasen von Werken, die er bewunderte.

## Beispiele
Einige von Picassos Darstellungen des „Frühstück im Grünen“ nach Manet:

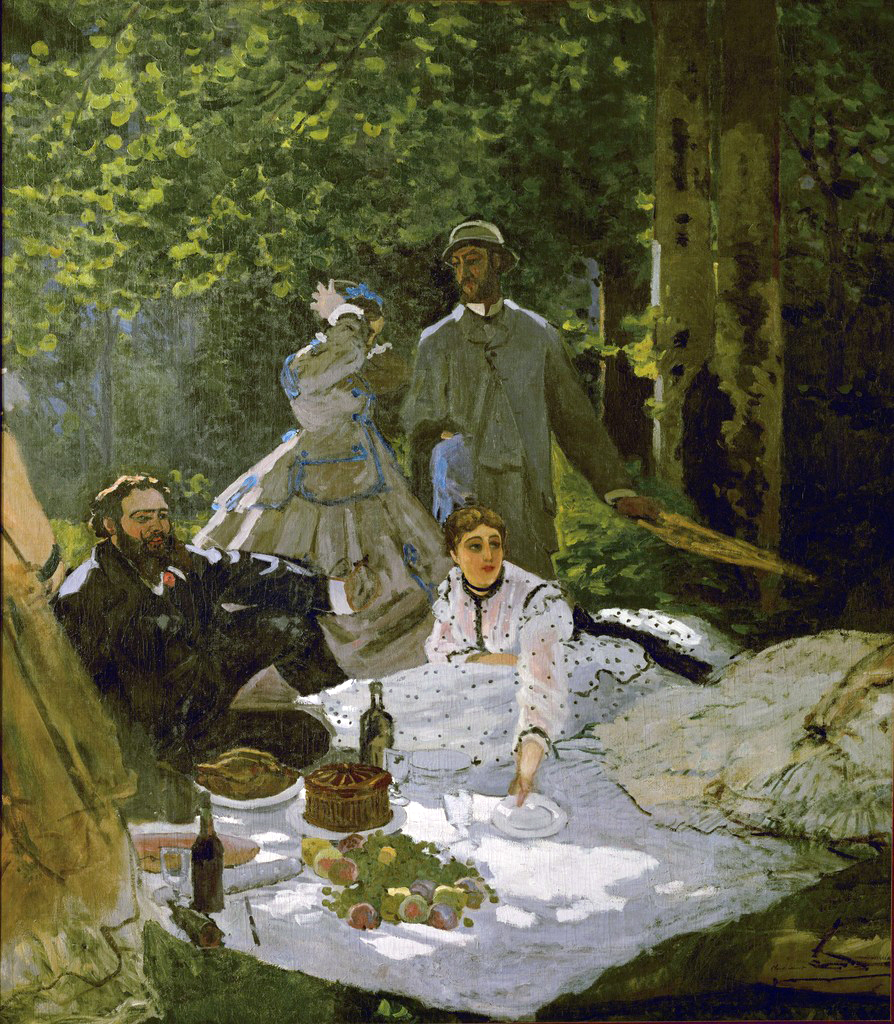
Claude Monet: Frühstück im Grünen (1865)
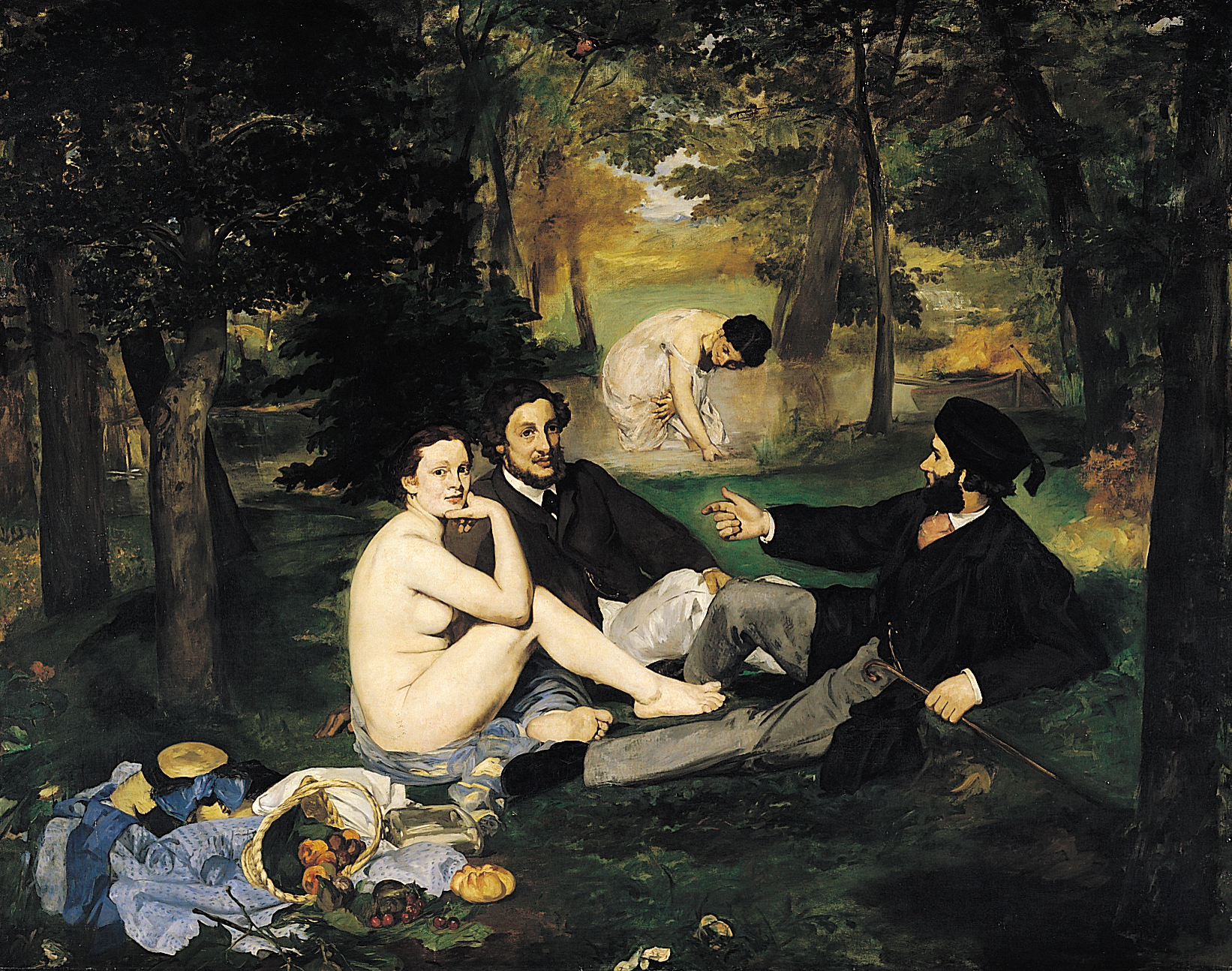
Édouard Manet: Das Frühstück im Grünen (1863)
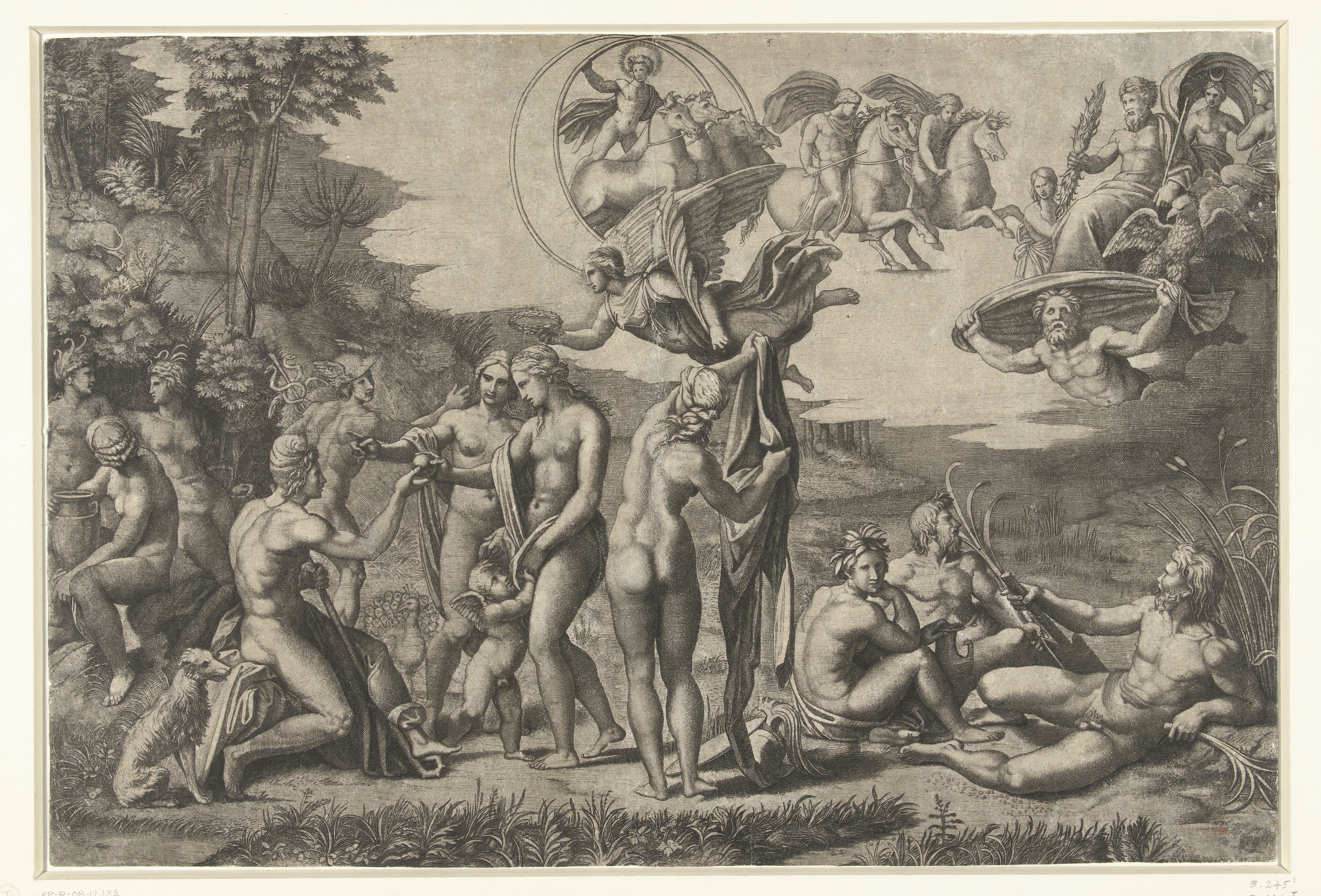
Marcantonio Raimondi: Das Urteil des Paris (Giudizio di Paride) (um 1515/16), Kupferstich nach Raffael
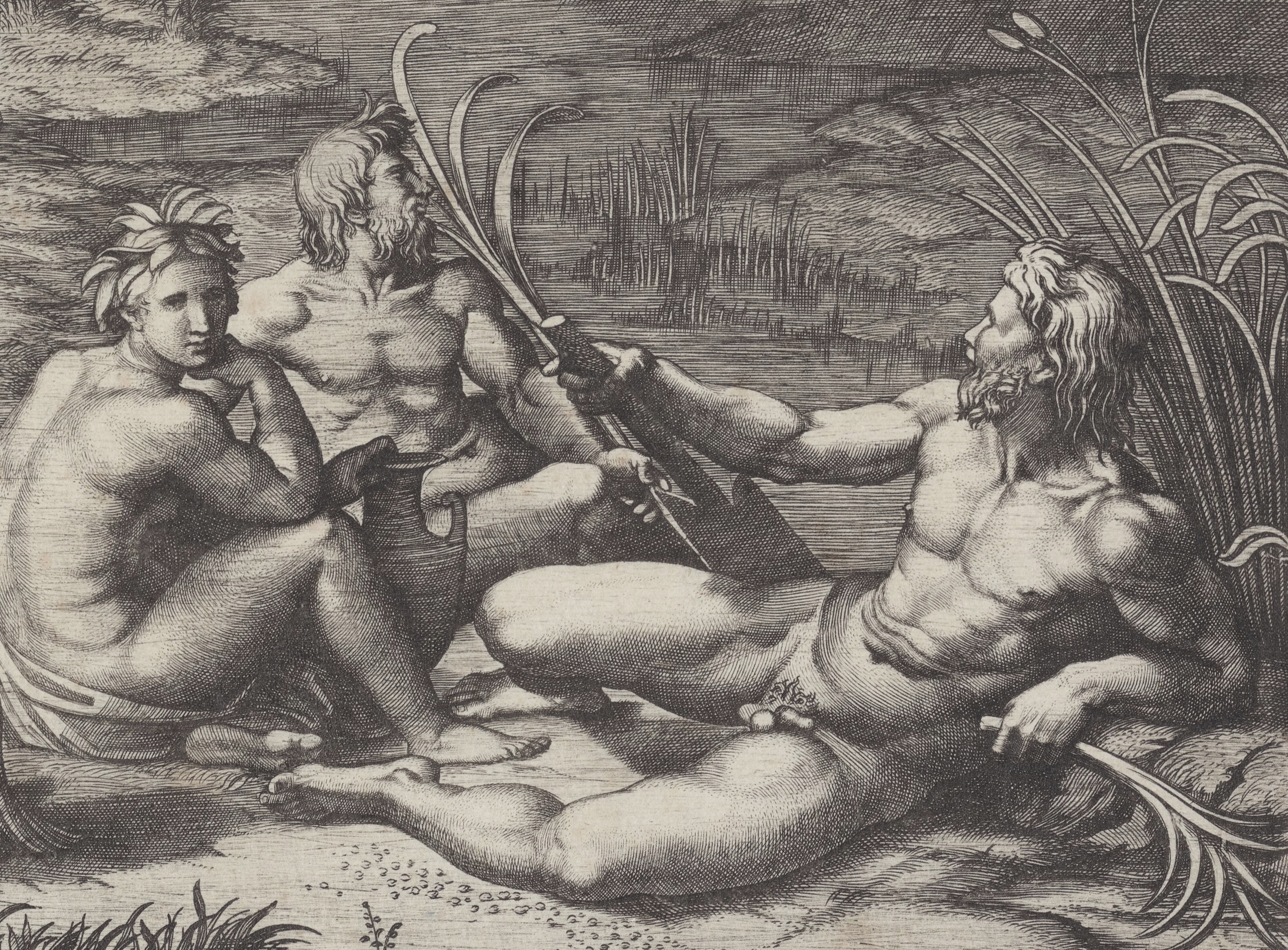
Gruppe rechts unten aus Das Urteil des Paris
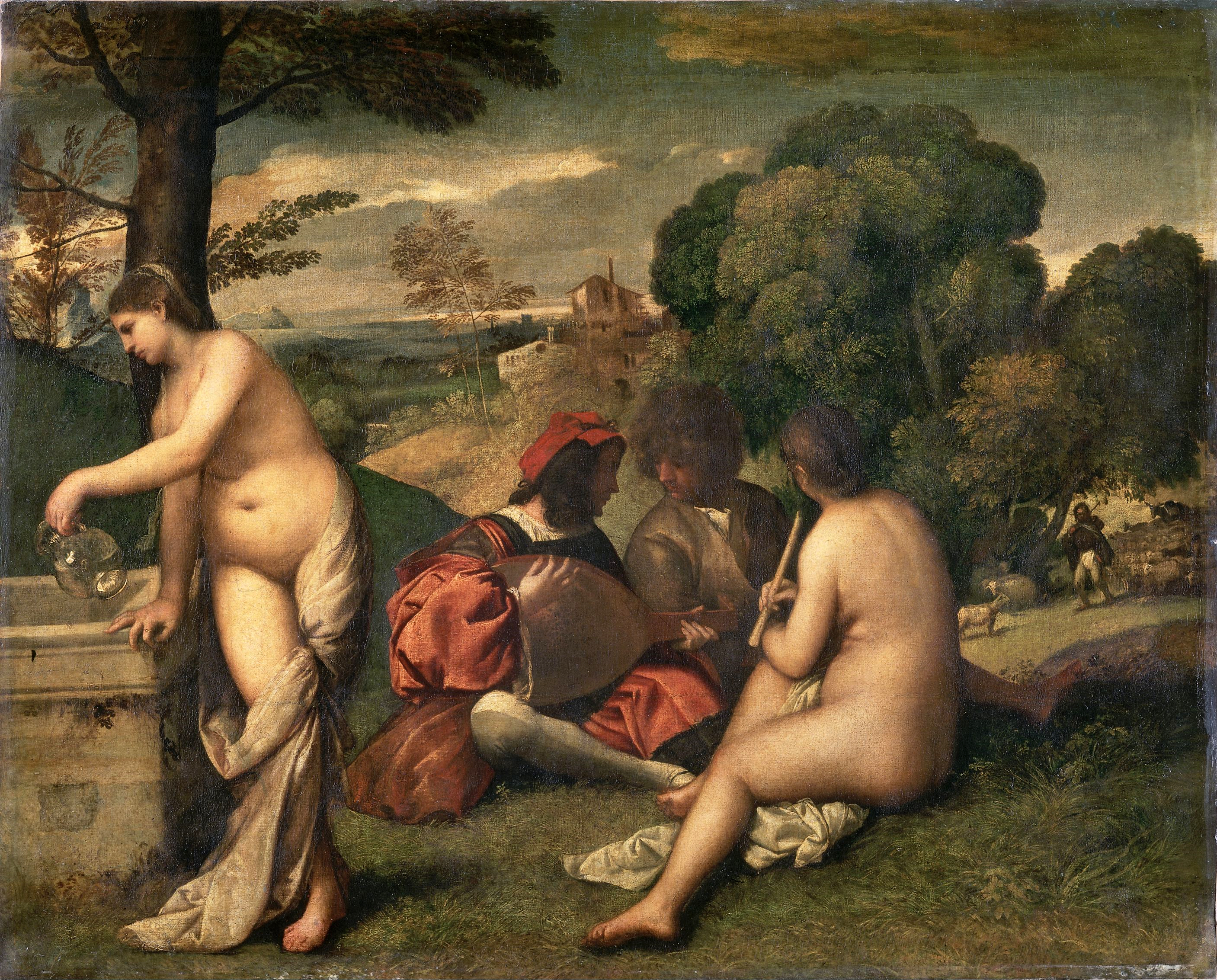
Giorgione/Tizian: Ländliches Konzert
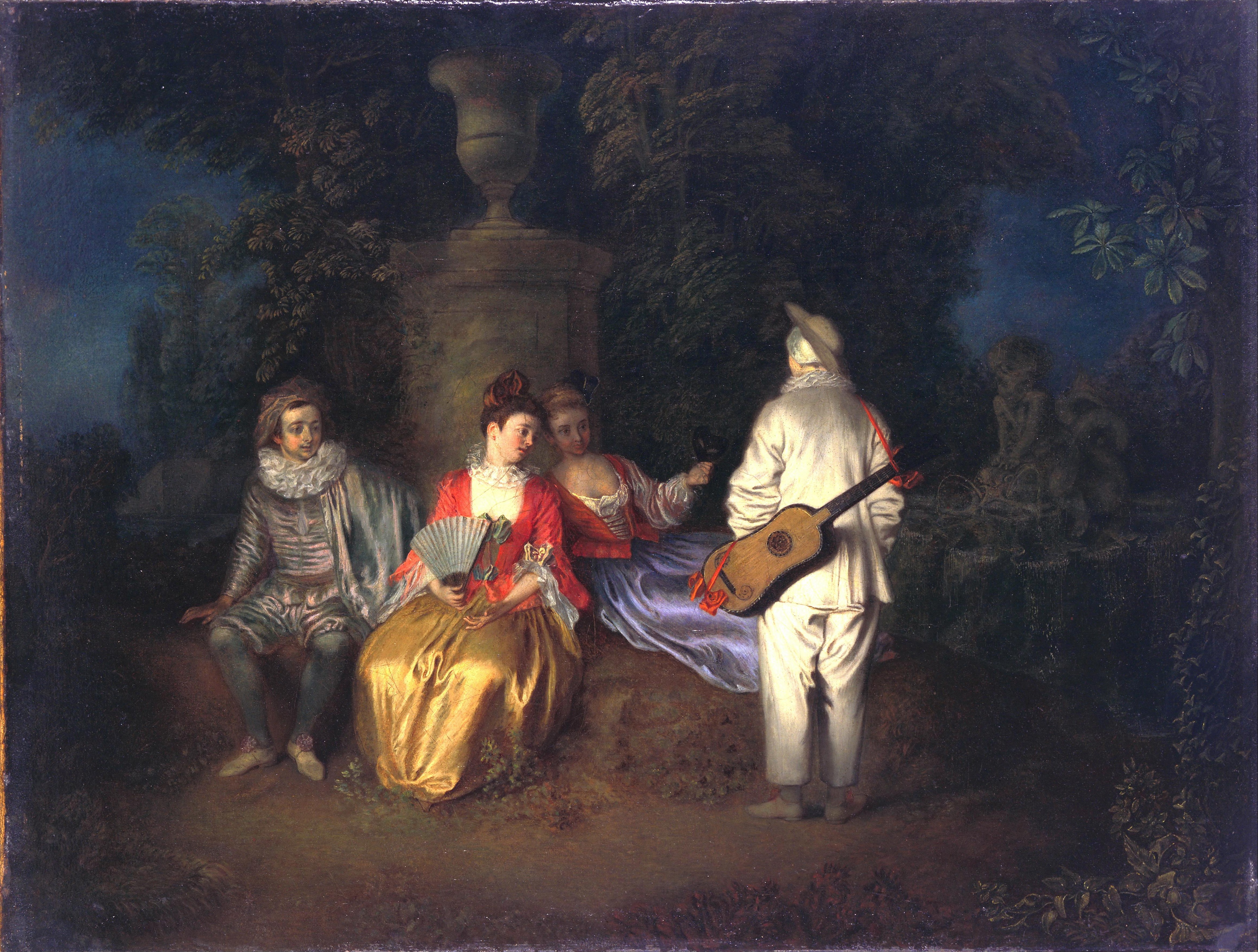
Antoine Watteau: La Partie carrée
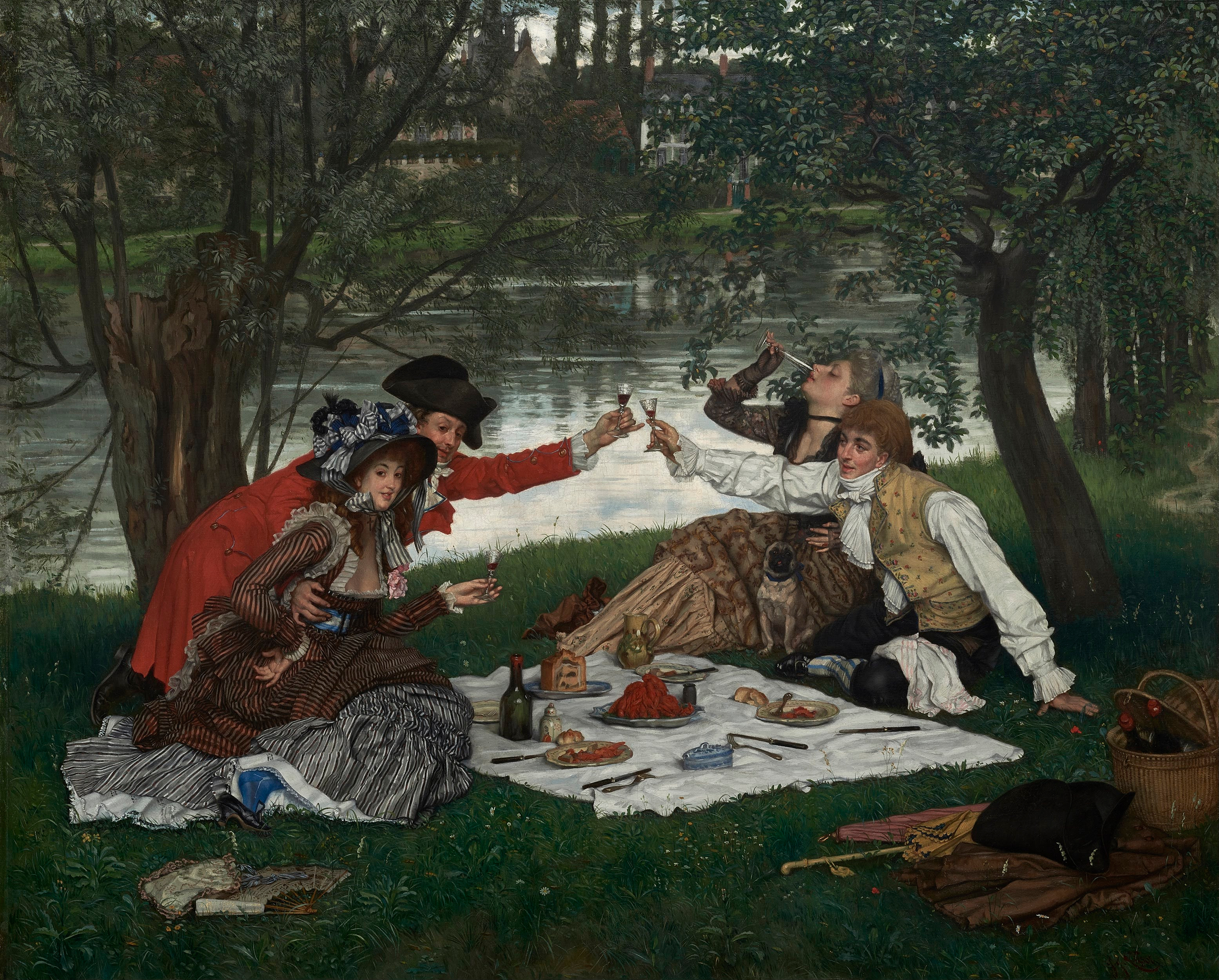
James Tissot: La Partie carrée de
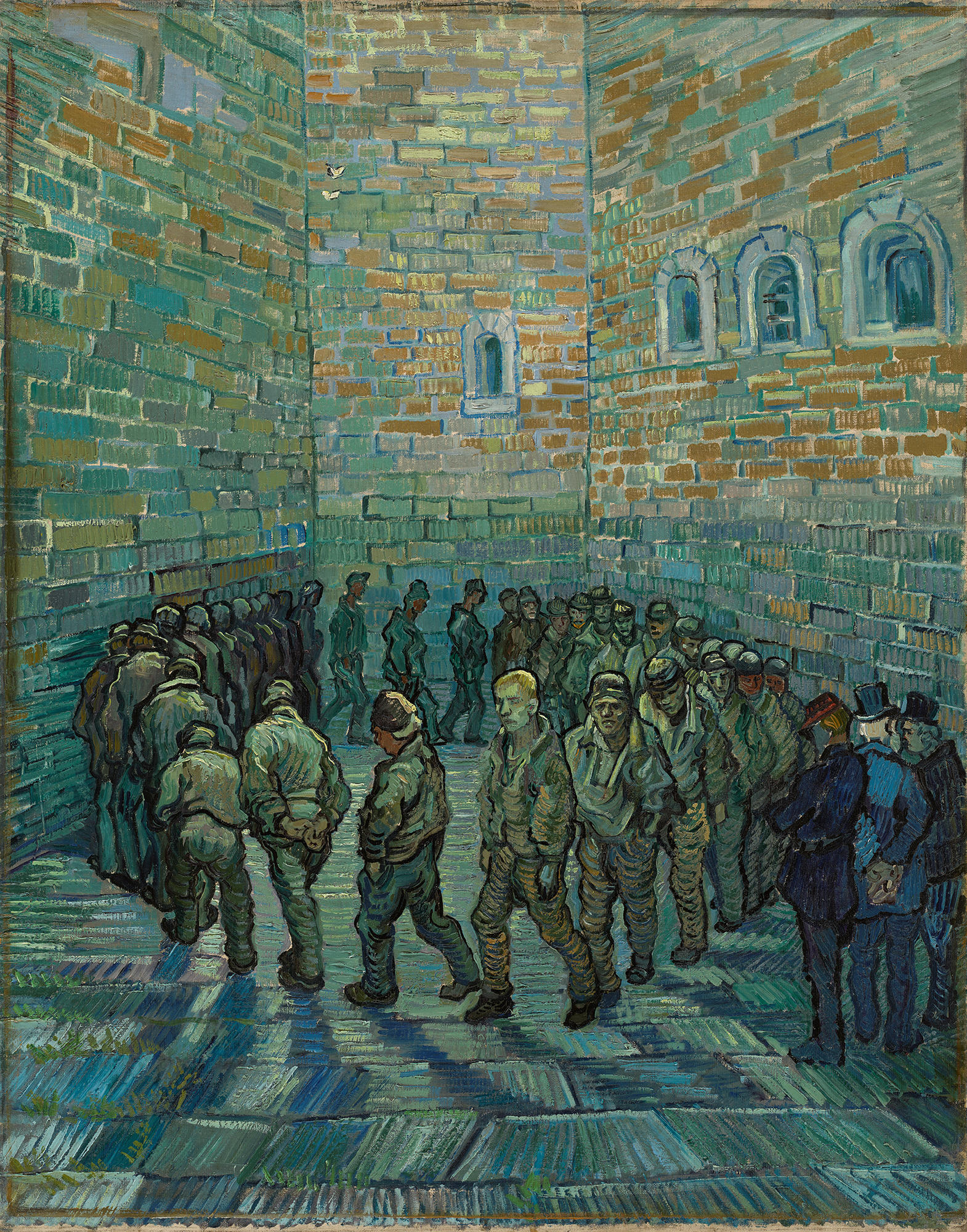
Vincent van Gogh: Der Rundgang der Gefangenen (nach Gustave Doré) (1889)